# 레콜레타 문화 센터
레콜레타 문화 센터(스페인어: Centro Cultural Recoleta)는 아르헨티나의 수도 부에노스아이레스의 바리오인 레콜레타에 위치한 전시 및 문화행사를 위한 시설로, 콘서트를 비롯한 각종 예술행사 및 다양한 형태의 워크숍이 진행되고 있다. 아르헨티나의 국가유적지로 지정되어있으며, 관광지이자 시민들의 여가공간이기도 하다. 레콜레타 묘지와 프랑스 광장의 옆에 위치하고 있다. 구 비아몬테 장군 보호소 (Asilo General Viamonte) 건물에 입주하여 있으며, 부에노스아이레스의 주요한 문화 공간으로 여겨진다.

## 역사

### 레콜레토 수도원

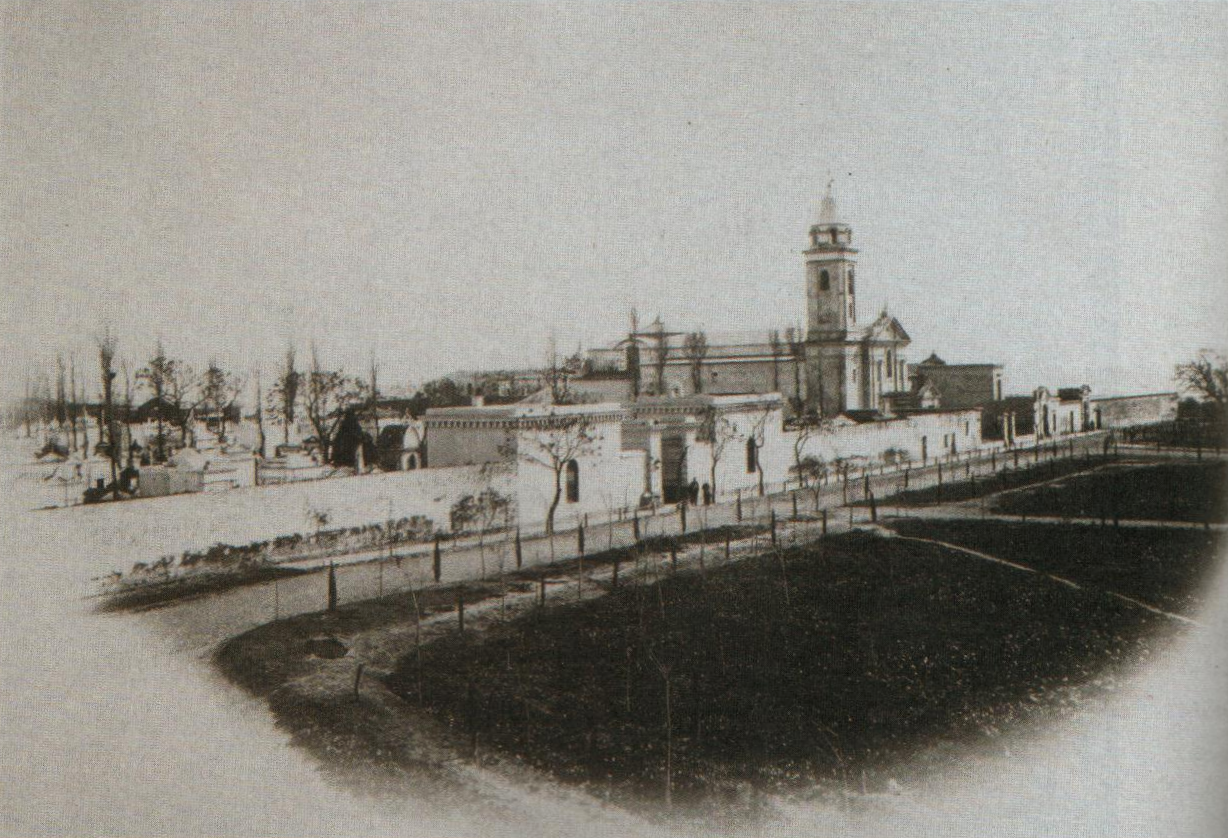
레콜레타 묘지, 필라르의 성모 교회, 인발리도스 보호소, 1867년 경

레콜레타 문화센터가 원래 위치하고 있는 곳은 프란치스코회 소속 레콜레 형제회 신부들에게 1716년 기증된 곳으로 수도원으로 쓰이던 곳이었다. 이 곳의 도면은 독일의 예수이트 건축가였던 요한 크라우스와 요한 볼프가 설계했고, 파사드와 내부 공간은 이탈리아인 건축가 안드레아 비앙키가 설계했다.
레콜레타 문화센터의 건물은 부에노스아이레스에서 현재까지 유지되고 있는 건물 중 가장 오래된 것 중 하나로, 1732년에 완공된 건물이다. 아르헨티나의 5월 혁명과 아르헨티나 독립이 이뤄지자, 제헌 회의 (Primera Junta)에 반대하던 스페인 출신 레콜레회 수도사들은 카타마르카로 옮겨갔고, 수도원 건물은 용도 변경이 이루어지게 된다. 아르헨티나의 독립 영웅인 마누엘 벨그라노 (Manuel Belgrano)는 이 곳에 미술 아카데미를 만들었고, 프란시스코 데 파울라 카스타녜다 신부가 이 곳을 맡게 된다.

## 부랑인 보호소 및 기타 용도로서의 사용
1828년 부에노스아이레스의 주지사였던 마르틴 로드리게스는 수도원을 레콜레타에서 몰아내고 수도사들을 부에노스아이레스의 산프란시스코 교회와 카타마르카의 수도원으로 이주시킨 후, 그 곳에 부랑인들을 위한 수용소를 만들었다. 이 사건은 그의 책임자였던 베르나르디노 리바다비아가 주도하는 가톨릭 수도사들을 환속시키고 교회가 소유한 건물을 공공 목적으로 활용하는 교회 개혁 때문에 일어난 일이었다. 이 개혁으로 이 수도원 구역 부지는 농업 학교, 식물원, 감옥 및 병영으로 쓰이게 되었다.
1828년 후안 라바예 장군의 군대가 옛 수도원 자리에 자리잡으며 주지사 마누엘 도레고를 살해하는 반동을 일으켰다. 1834년에는 후안 호세 비아몬테의 주도로, 이 구역은 부에노스아이레스의 첫 대학 병원인 호세 데 산마르틴 병원 (Hospital de Clinicas Jose de San Martin | University Hospital)이 되었고, 1858년 10월 17일에는 주지사 발렌틴 알시나는 부랑인들의 수용소를 열면서 거리 구걸을 금지시켰는데,후에 이 곳은 지체 부자유자들의 수용소가 되었다.
.

### 비아몬테 장군 양로원
부에노스아이레스 자치정부의 소관아래 10년 동안 운영되던 수용소는 자금 운영문제로 인해 산비센테 데 파울 수녀회에 시설의 운영권을 넘기게 된다. 수녀들은 옛 수도원의 모습을 회복시키는 한편 수용소를 재정비하는데, 이때부터 이 곳은 한 세기 동안 "양로원"이라고 불리게 된다. 자선 협회 (La Sociedad de Beneficencia)는 이 곳의 전체의 자금과 유지를 담당한 사회 기관이었다.

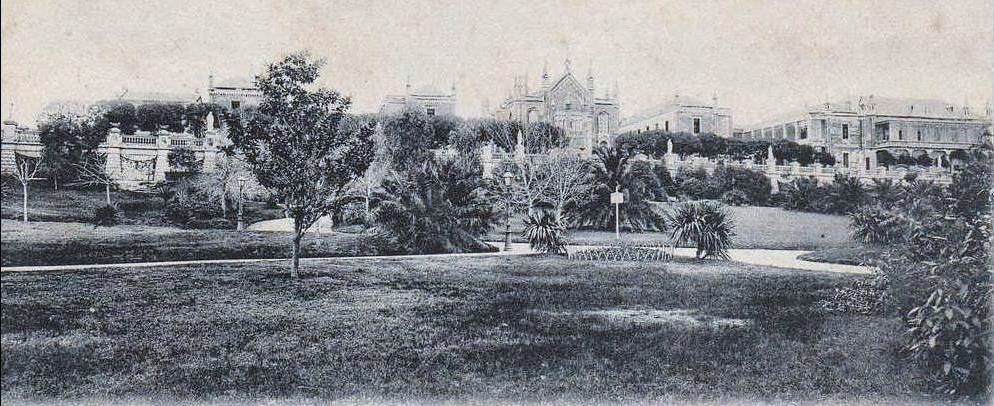
1900년대 파세오 데 레콜레타의 전경

부에노스아이레스시의 첫 시장 토르쿠아토 데 알베아르 (1880-1887 재임)는 부에노스아이레스의 공공 공간을 리모델링하고 아름답게 꾸미는데, 레콜레타 지구는 이 작업의 수혜 대상이 되었고, 이 수용소 또한 예외가 아니었다. 1880년에 시작된 확장으로 입구의 이탈리아 양식의 별채를 비롯하여, 네오고딕 양식의 예배당이 건설되었고, 1881년부터 1885년까지 단층으로 된 별채가 건설되었다. 이 작업은 지역 상류층들의 기부금으로 조성되었고, 부에노스아이레스의 건축가인 후안 안토니오 부스치아소에게 맡겨지는데, 그는 이 모든 건물을 전부 설계했다. 부스키아소는 알베아르 광장을 조성하면서 인공 호수와 모조 유적을 만들었고, 현 레콜레타 묘지의 정문을 디자인했다. 결국 이 레콜레타 지구는 20세기 초의 많은 사진들에 기록되었듯이 알베아르 시장에 의해 도시의 상류층들이 즐겨 찾는 산책 공간이 되었다. 

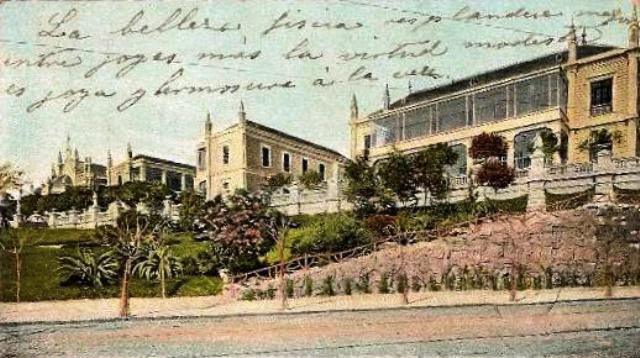
Asilo General Viamonte visto desde la 인테르덴테 알베아르 광장. 사진의 건물들은 1980년에 철거되었다

1960년대는 이 구역의 전환점이 마련되는 시기였다. 먼저 당대의 유명 요리사인 가토 두마스가 이 곳에 첫 레스토랑을 세웠는데, 이 레스토랑은 나중에 미식가들의 장소로 알려지게 되었고, 다음으로 부에노스아이레스의 청년들이 히피 운동과 락에 영향을 받아 여가 시간과 수제품을 만들어 파는 공간으로 프랑스 광장을 선택하게 된다. 이 양로원의 벽을 따라서 수제품 상점이 설치되었고, 이 광장에서 아르헨티나 락의 선구자인 파포, 클라우디오 가비스, 미구엘 아부엘로, 모리스와 전설로 불리는 탄기토 (Tanguito)등이 만나게 된다.

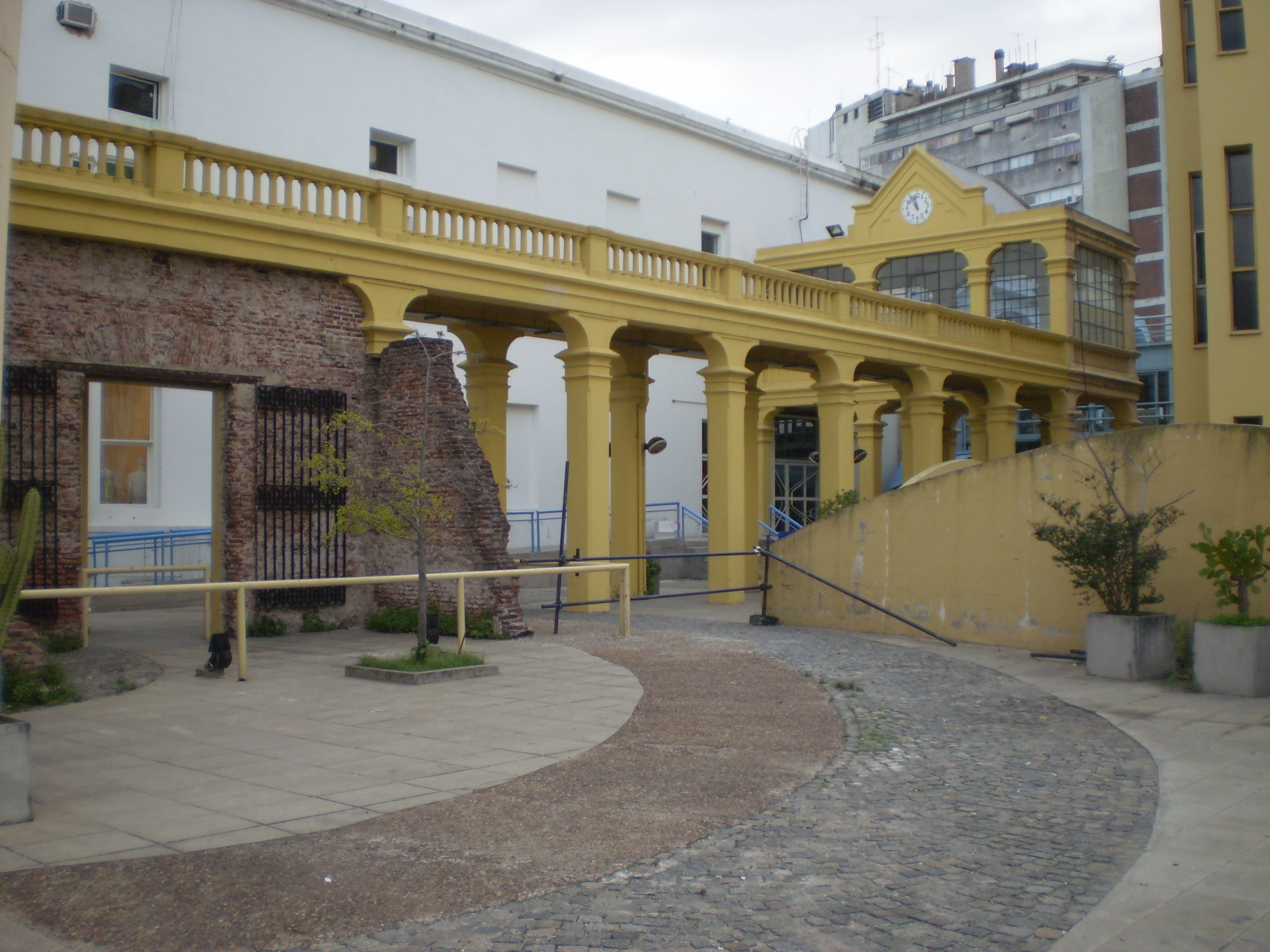
레콜레타 문화 센터의 테라스. 철거된 별관의 잔해와 시계 다리.

### 레콜레타 문화 센터
이 구역에 대한 두 번째 큰 개편은 한 세기 뒤인 1979년에 일어나게 된다. 이때 아르헨티나는 군사독재 정부가 정권을 쥐고 있었는데, 당시 사실상 시장이던 오스발도 카시아토레는 이 오래된 양로원을 부에노스아이레스의 새로운 문화 센터로 바꾸려는 과시용 사업을 추진하게 된다. 이 프로젝트는 한 곳에 영화 박물관, 현대미술관, 조형예술박물관과 라틴아메리카 박물관 컬렉션의 일부를 한 곳에 모으는 사업이었다.
이 작업은 유명 건축가와 예술가들인 클로린도 테스카, 자크 베델, 루이스 베네디트가 설계하였고, 이 곳에 수용되어있던 인원들은 이투자인고의 로손 요양원으로 보내지게 된다. 비록 카시아토레가 기존의 고전 양식의 오래된 건물들을 유지하는 것을 제안하였지만, 건축가들은 완전히 새로운 현대 양식으로 작업하는 방법을 선택하였고, 오래된 아치로 된 길에 금속으로 된 계단을 설치했고, 백년 전에 부시키아소가 설계한 오래된 별관 몇 채를 철거했다.
1980년 12월 문화 센터가 공개되었는데 다시 민주정부가 들어서 오스발도 히에소 (1983-1989)가 시정을 맡아 완전히 성장을 하게 되었고, 1990년에는 "레콜레타 문화 센터"로 개명하게 되었다. 이 레콜레타 문화센터 내부는 어린이들을 위해 특별히 만들어진 참여 과학 박물관으로 운영되는데, 물리학적 현상에 관한 상호작용을 경험할 수 있다. 건물의 일부는 민주정부가 들어선 1983년 이후 부에노스아이레스 시의 대여로 UN과 아르헨티나에 상주하는 아메리카 대륙의 단체들에게 대여되고 있다.
2001년에는 레콜레타 문화 센터에서 1995년에 데뷔한 극단 라 과르다가 기증한 250,000 달러로, 새롭게 건축된 큰 규모의 공간인 비야 비야 홀 (Sala Villa Villa)을 개막했다. 2005년에는 개관 25주년을 맞아 클로린도 테스타가 레콜레타 문화 센터로 돌아와 개축 프로젝트를 주관했다. 이로부터 몇년 동안 입구 쪽 홀이 개축되었고, 전시관을 복구하였다. 2010년에는 레콜레타 문화 센터 개관 30주년을 맞아 구 예배당 건물에 만들어진 엘 알레프 강당(Auditorio El Aleph)을 복구하였다.

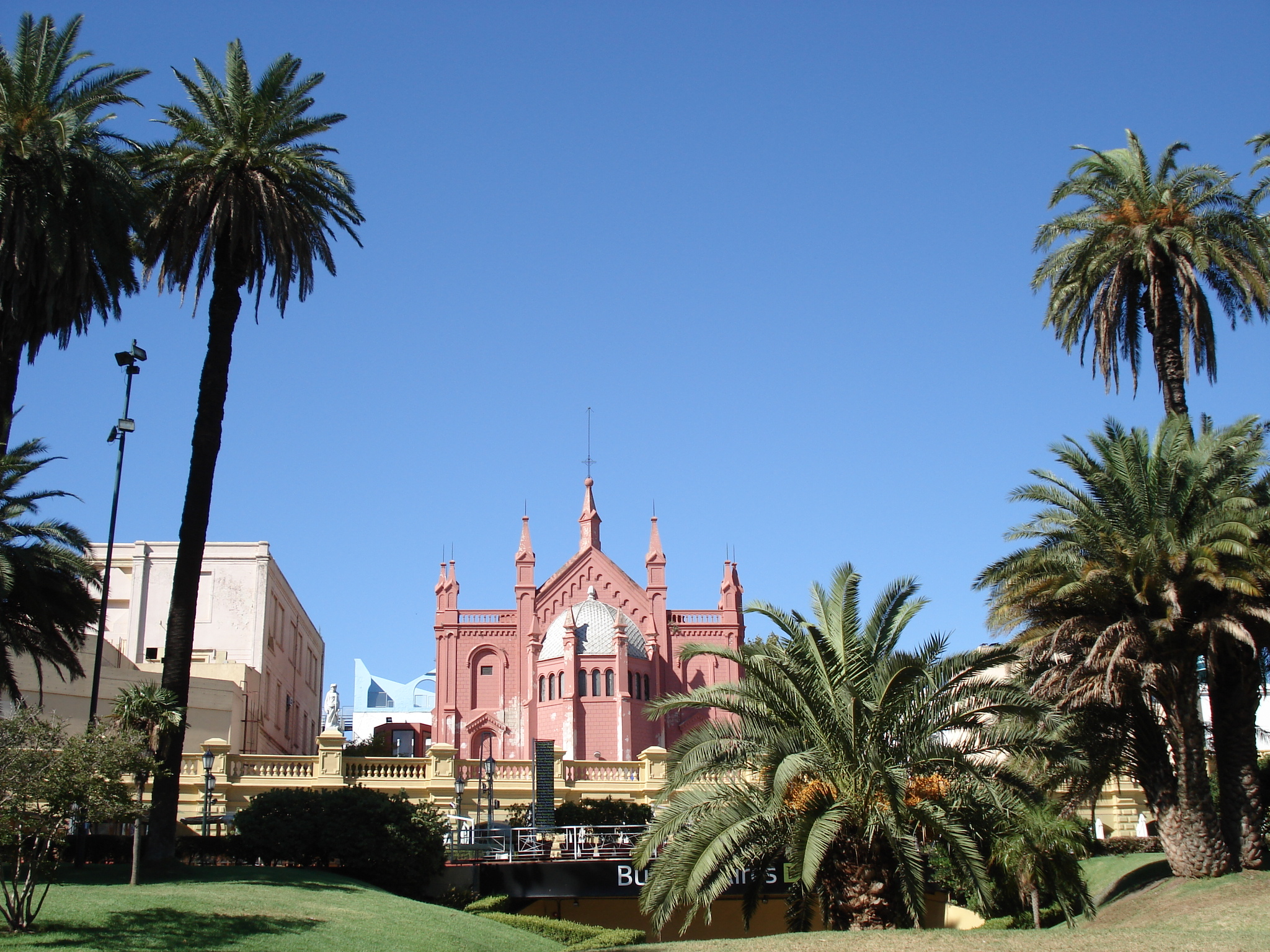
인텐덴테 알베아르 광장에서의 전경. 엘 알레프 강당이 두드러져보인다.

### 부에노스아이레스 디자인 센터
1990년 레콜레타 문화 센터의 대지 일부에 상가 및 컨벤션 센터를 설치하기 위한 목적으로 엠프렌디미엔토 레콜레타 S.A. (Emprendimiento Recoleta S.A.)사(社)가 설립되었다. 이 건물의 디자인을 할 때, 이 회사는 10년 전에 레콜레타 문화 센터 설계 작업에 참여한 클로린도 테스타를 다시 채용하였다. 그는 이 부에노스아이레스 디자인 센터를 맡아 화려하고 생동감있는 색채의 내부를 디자인했고, 수용소의 언덕에 있는 오래된 벽을 이용해 절벽 밑을 파내는 아이디어를 차용해서, 레콜레타 문화 센터가 있는 언덕 밑 광장의 지하에 아래에 새로운 상점가와 갤러리를 열었다. 이것은 결국 레콜레타 문화 센터의 개편을 의미했는데, 상점가들이 지하로 이동하면서 기존에 차지하고 있던 땅에서 문을 닫고 철거되어야 했기 때문이다.
1993년에 개관한 이 부에노스아이레스 디자인은 오로지 디자인을 위해 만들어진 곳으로, 오래된 벽을 파낸 자리의 갤러리에 만들어진 푸드코트가 있으며, 1997년부터는 하드 락 카페 부에노스아이레스 지점이 입점해있다. 2003년부터는 테스타가 디자인한 부에노스 아이레스 오디토리움도 운영하고 있다.